# Wiener Postsparkasse

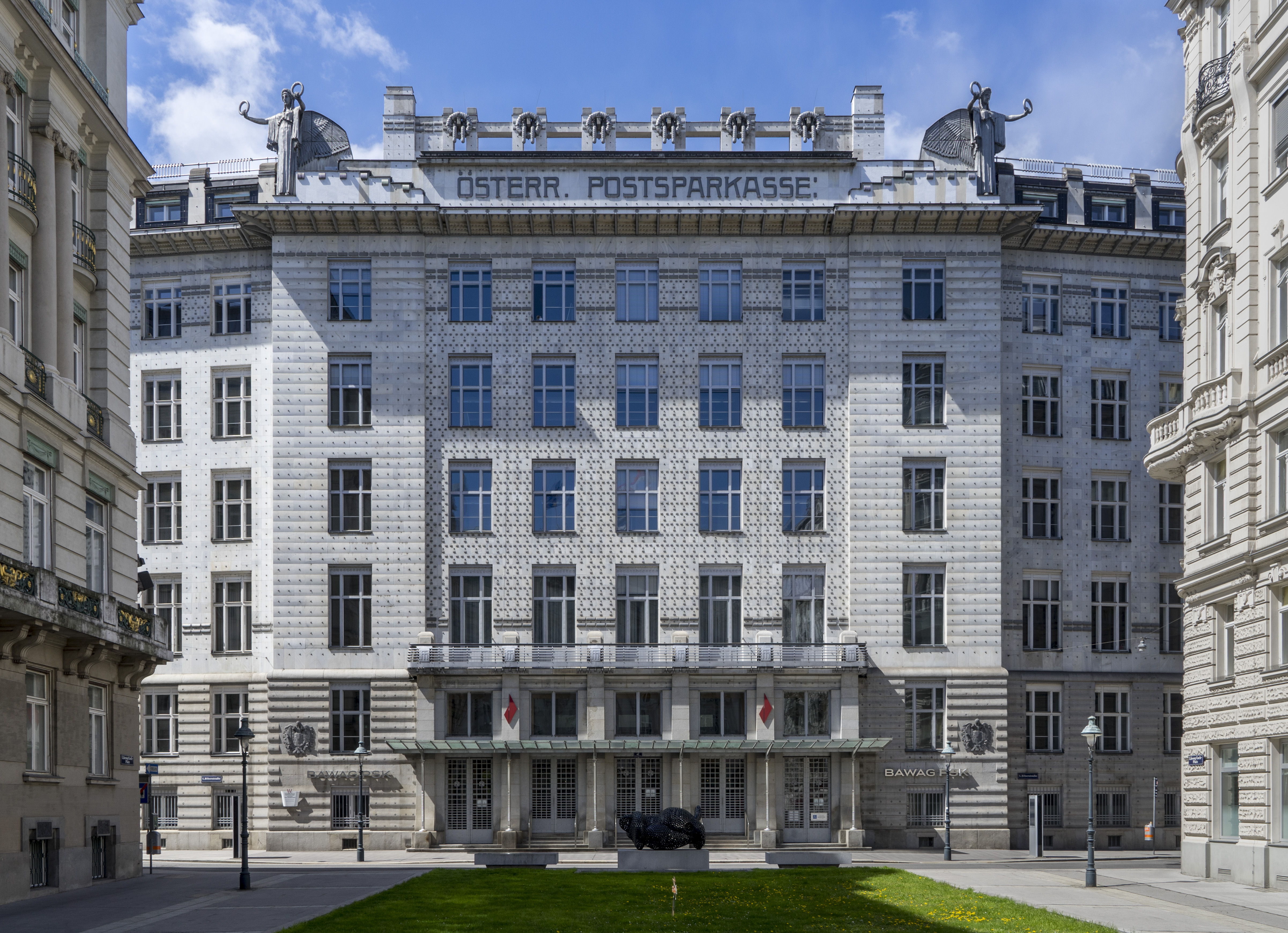
Gebäude-Portal am Georg-Coch-Platz 2

Die Österreichische Postsparkasse ist eines der bekanntesten Jugendstilgebäude Wiens, geplant und gebaut von Otto Wagner. Das achtgeschoßige Gebäude war bis 2017 die Zentrale der Bawag P.S.K. 2020 wurde es zum Wissenschaftscampus der Universität für angewandte Kunst, der Johannes Kepler Universität Linz, der Österreichischen Akademie der Wissenschaften und des Österreichischen Wissenschaftsfonds.

## Baugeschichte

Die PSK (Simulation) mit ihren fünf Lichthöfen aus der Luft, auch von oben ein einzigartiges Gebäude

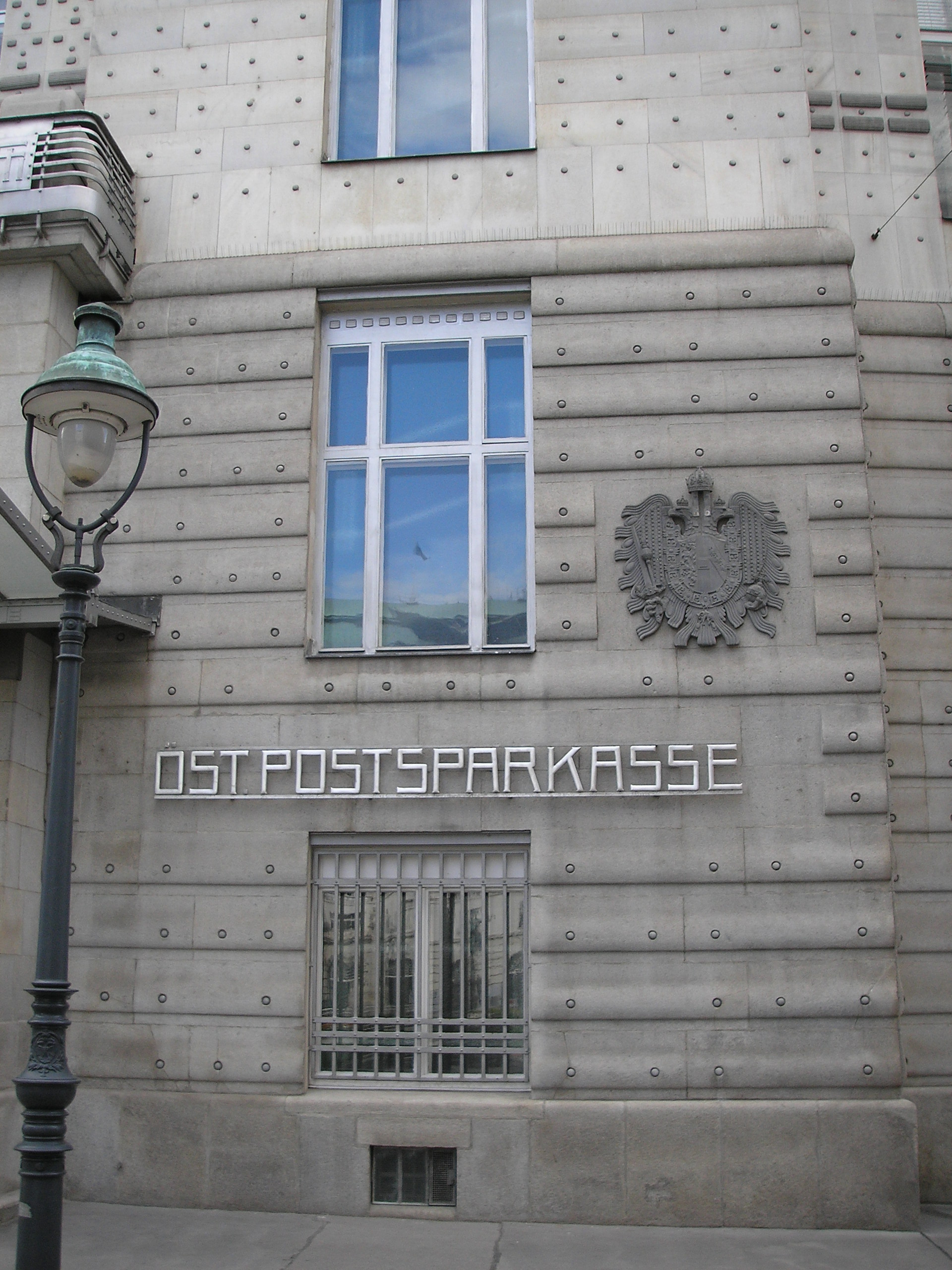
Steinplatten mit Schein-Nieten

1904 bis 1906 als k.k.  Postsparcassen-Amt nach Plänen von Otto Wagner am Georg-Coch-Platz 2 in der Ringstraßenzone in der damals ganz neuen Stahlbetonbauweise erbaut, wurde das Gebäude am 17. Dezember 1906 eröffnet. Es wurde 1910–1912 erweitert, unter anderem um einen Kassenraum für den Effektenverkehr.
Im Zuge der Verbauung der Ringstraße wurde das Gebäude, wesentlich später als andere Teile der Straße, als Zentrum des Stubenviertels geplant. Vorher hatte sich bis um 1900 auf dem Areal die Franz-Joseph-Kaserne des k.u.k. Heeres befunden, bei der das Franz-Joseph-Tor auf den Stubenring führte.

### Wettbewerb
Für den Neubau wurde 1903 ein Architekturwettbewerb ausgeschrieben, bei dem Otto Wagner einer der Preisträger war.

### Architektur der PSK
Die Fassade ist mit quadratischen Marmortäfelchen und Aluminiumapplikationen belegt, die an einen Geldspeicher erinnern sollen. An Tief- und Hochparterre sind Granitplatten angebracht. Dies gilt als besonders geglückte Synthese aus Funktionalität und Ästhetik: Die Nieten, mit denen die Marmorverkleidung scheinbar an der Wand befestigt ist, sind ausschließlich Ornament und gliedern die Fassade. Da die ca. 10 cm dicken Platten vom Putz gehalten werden, kommt den Nieten keine tragende Funktion zu.
Wagner, der den vom österreichischen Chemiker Carl Josef Bayer für die industrielle Fertigung perfektionierten Werkstoff Aluminium sehr schätzte, benutzte das Material nicht nur für die Nieten, sondern auch für andere Schmuckelemente außen und innen am Gebäude, etwa für die Portikussäulen und die Gebläse der Zentralheizung.

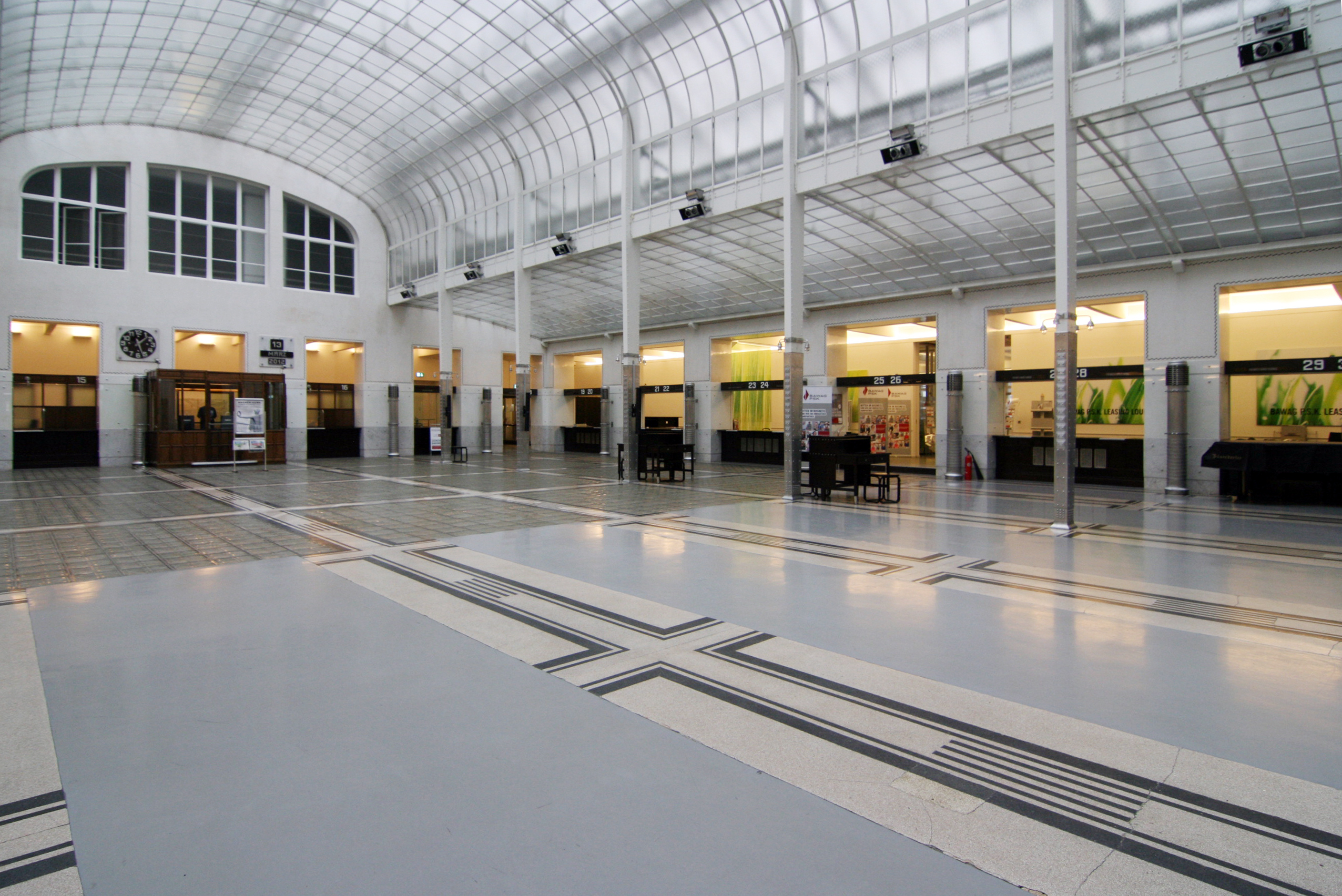
Kassenhalle der PSK

Im quadratischen Hof in der Mitte vorne ist das doppelte Glasdach des darunter liegenden Kassensaals zu erkennen; die untere Dachschale der Halle ist gewölbt. Der Fußboden im Kassensaal besteht aus Glaskacheln, die Licht in die darunterliegenden Räume leiten (Postfach- und Postsortierräume); es ist darunter tatsächlich taghell.
Im Vestibül befindet sich eine Büste Franz Josephs I. von Richard Luksch. Die 4,3 m hohen, erstmals aus Aluminiumguss gefertigten Eckfiguren auf der Attika stammen von Othmar Schimkowitz. Die Glasfenster sind zum Teil ein Werk von Leopold Forstner.
Die Innenraumaufteilung nach Fensterachsen mit nichttragenden Zwischenwänden ist heute noch Standard in Bürogebäuden.

### 1904 – Büronutzung
Seit 1904 wurde das Gebäude immer als Bürogebäude benützt und instand gehalten, während des Zweiten Weltkriegs blieb es von Bombentreffern verschont. 1970 bis 1985 erfolgte eine Generalsanierung, der sich der Bau einer Tiefgarage anschloss. Das für den Gründer der Postsparkasse, Georg Coch, auf dem Platz vor der Postsparkasse errichtete Denkmal wurde nach Fertigstellung der Tiefgarage nicht mehr in der Mitte des Georg-Coch-Platzes aufgestellt, sondern, um seine Sichtbarkeit für Passanten auf der Ringstraße zu verbessern, in der Baulinie der Stubenringverbauung.

### 2004 – 2. Sanierung
Von Frühjahr 2004 bis Herbst 2005 fand eine Generalsanierung statt, die wie geplant vor der 100-Jahr-Feier des Gebäudes abgeschlossen werden konnte. Dabei wurden die vorhandenen Klimaanlagen in den Großraumbüros erneuert und in den anderen Büroräumen – ca. 500 Fensterachsen mit einer Gesamtfläche von 10.000 m² – erstmals durchgehend Klimaanlagen installiert.
Da das Gebäude denkmalgeschützt ist und dadurch der nachträgliche Einbau von Lüftungskanälen nicht möglich gewesen wäre, kamen Kühldecken zum Einsatz. Der geflieste Innenhof über dem Kassensaal wurde mit einer auffahrbaren, schlanken Glaskonstruktion als Schutzhülle überdacht, um dem immer wieder auftretenden Schaden abspringender Fliesen und damit der Gefährdung des doppelten Glasdaches über dem Kassensaal zu begegnen. Außerdem wurden über die Jahrzehnte verlorengegangene Heizkörper nach historischem Vorbild nachgegossen, Oberflächen am und im Gebäude restauriert und an den inneren Flügeln der Kastenfenster dünnstmögliche Isolierglasscheiben angebracht. Auch konnten viele augenfällige Lüftungskanäle jüngeren Datums entfernt werden, um so wieder den Blick auf die Stahlbetondecken freizumachen und das ursprüngliche Raumgefühl wiederherzustellen. Die architektonische Leitung erfolgte durch das Büro Hoppe Architekten in Wien.

### 2013 – Verkauf an Signa
Im Jahr 2013 wurde das Gebäude an die SIGNA Prime Selection verkauft. Die Bawag PSK übersiedelte im Frühjahr 2019 in ihr neues Hauptquartier – The Icon Vienna – am Wiener Hauptbahnhof, welches von Signa errichtet wurde. Ausgehend von der früheren Nutzung durch die BAWAG P.S.K. als Bürostandort wird es auch in Zukunft wieder Büroflächen in der Postsparkasse geben. Das Gebäude wird adaptiert. Ab 2020 werden die Universität für angewandte Kunst Wien, die Österreichische Akademie der Wissenschaften, Museum für angewandte Kunst und die Johannes Kepler Universität Linz einziehen. Im Dezember 2021 wurde bekannt, dass der FWF – Der Wissenschaftsfonds mit Jahresbeginn 2023 vom Haus der Forschung in Wien-Alsergrund in die ehemalige Postsparkasse übersiedeln soll.
Von 2005 bis Jänner 2020 befand sich im Kassensaal ein Architekturmuseum namens Wagner Werk mit Sonderausstellungen zu Design und Architektur. Das WAGNER:WERK Museum in der Postsparkasse wurde nach einer Renovierung in der Kleinen Kassenhalle im Juni 2020 wiedereröffnet.

## Bildergalerie

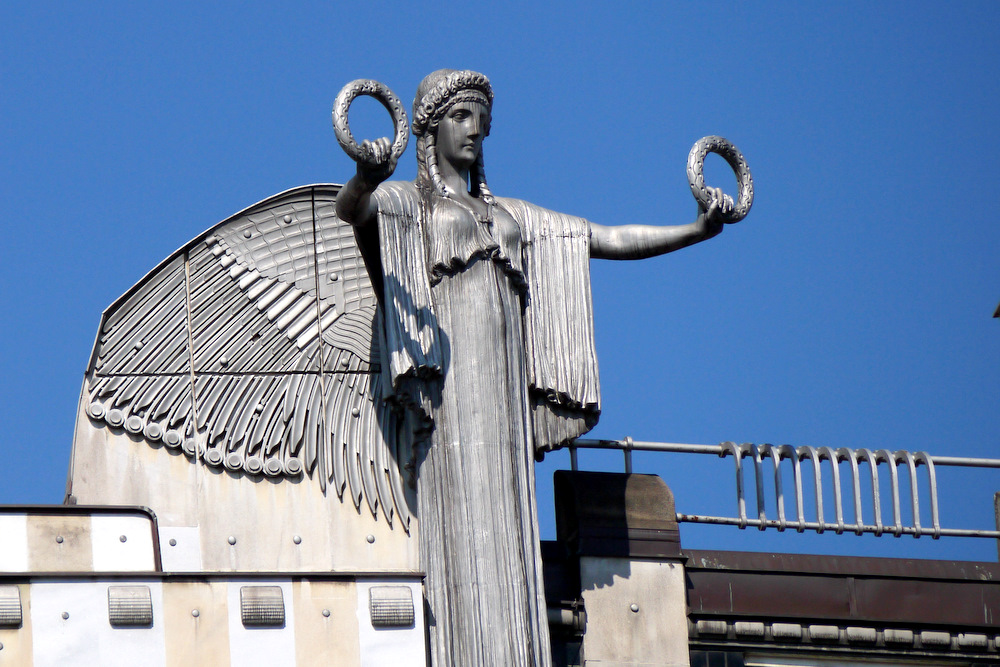
Einer der Engel von Othmar Schimkowitz
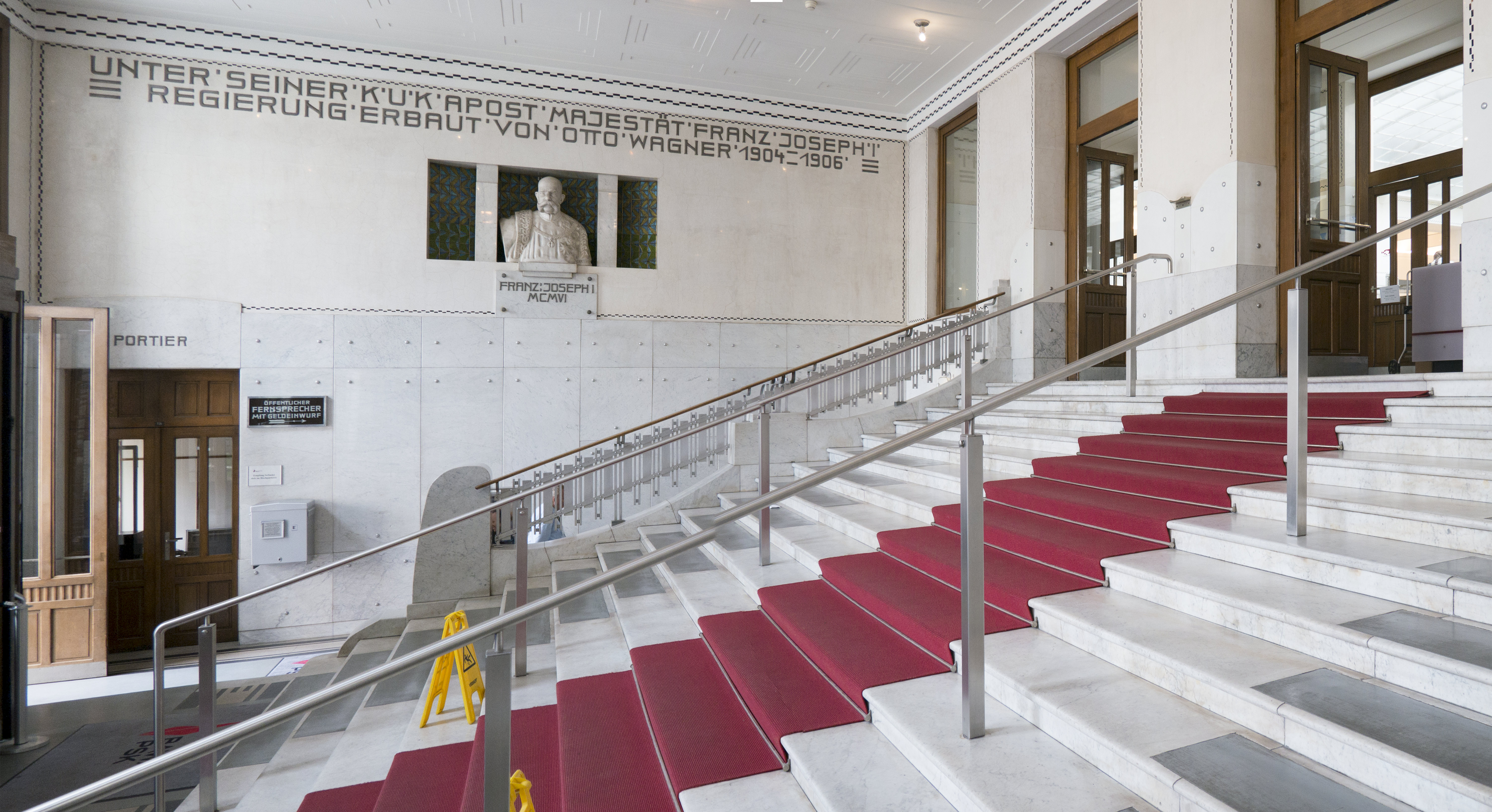
Das Foyer
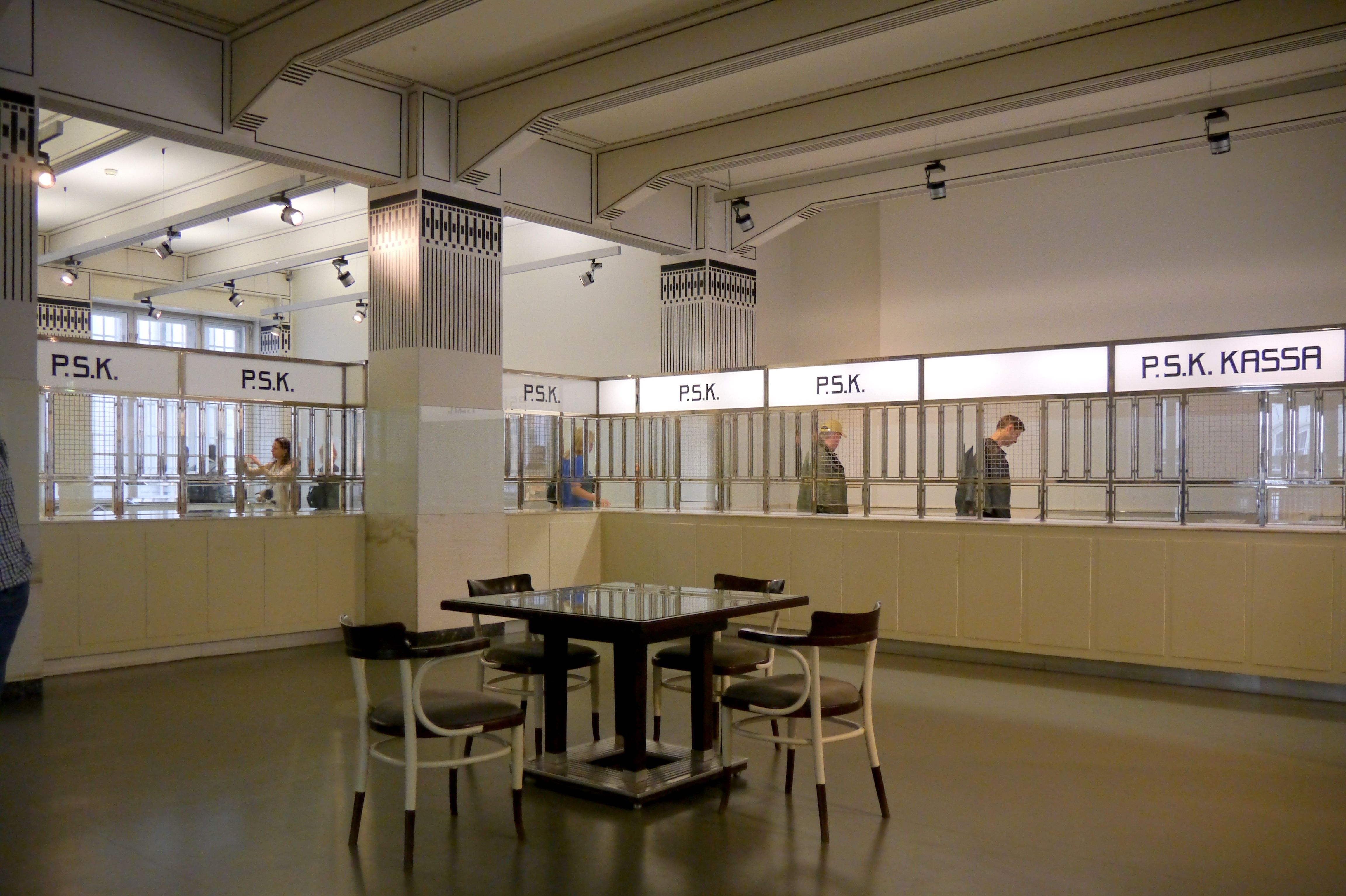
Die hintere Kassenhalle, das ehemalige Wagner Werk
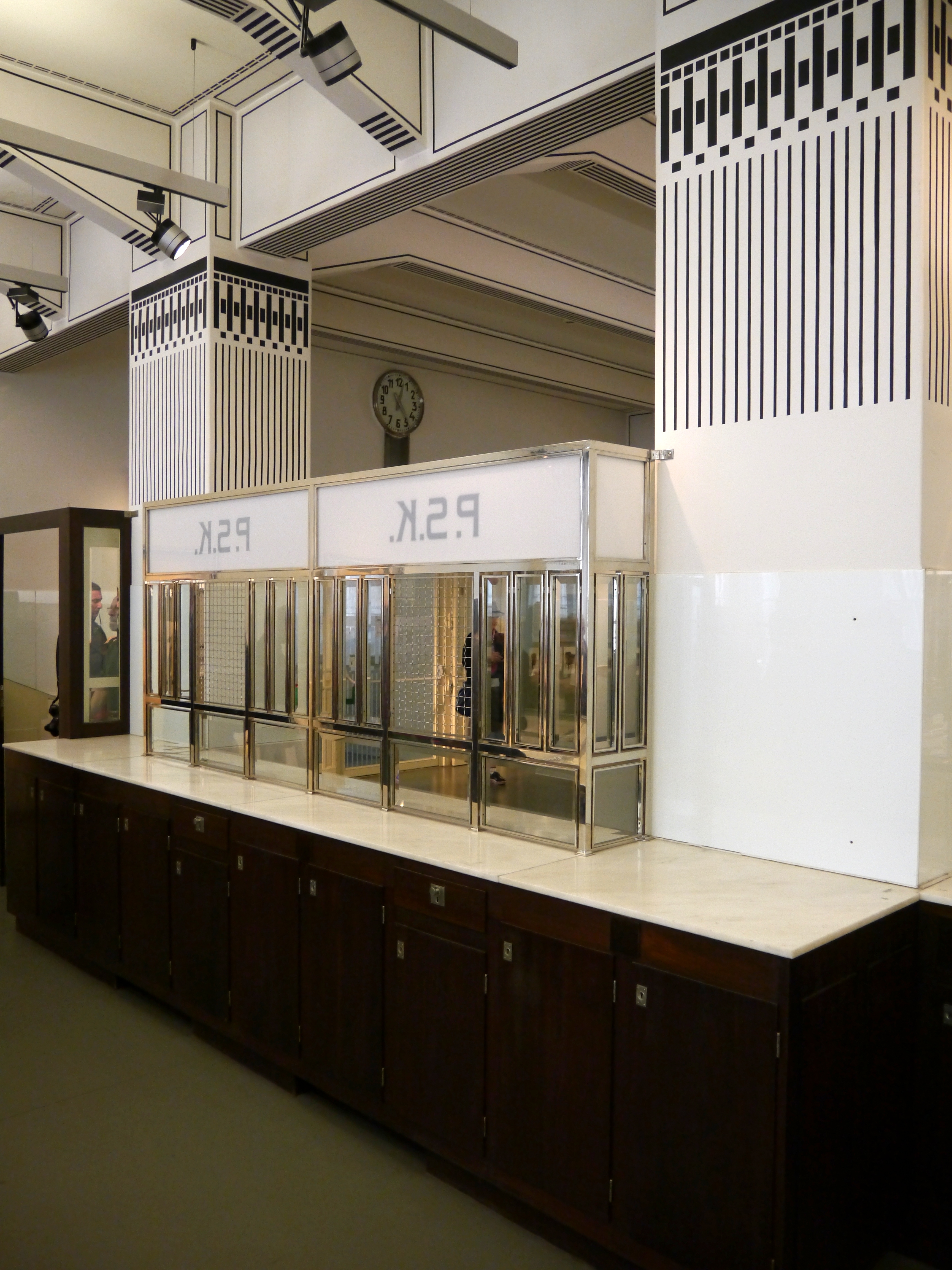
Schalter der hinteren Kassenhalle
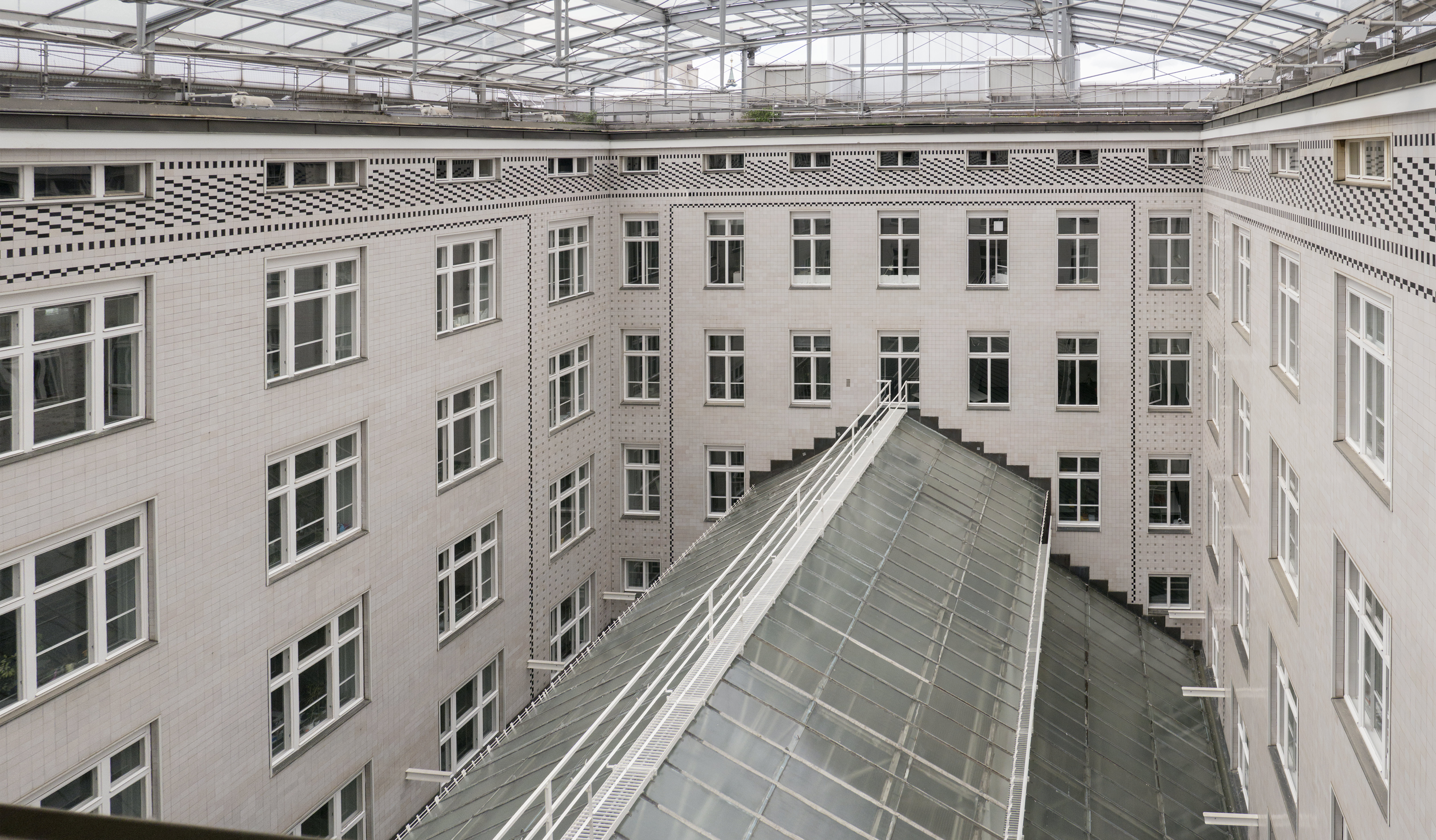
Der Lichthof über der Kassenhalle
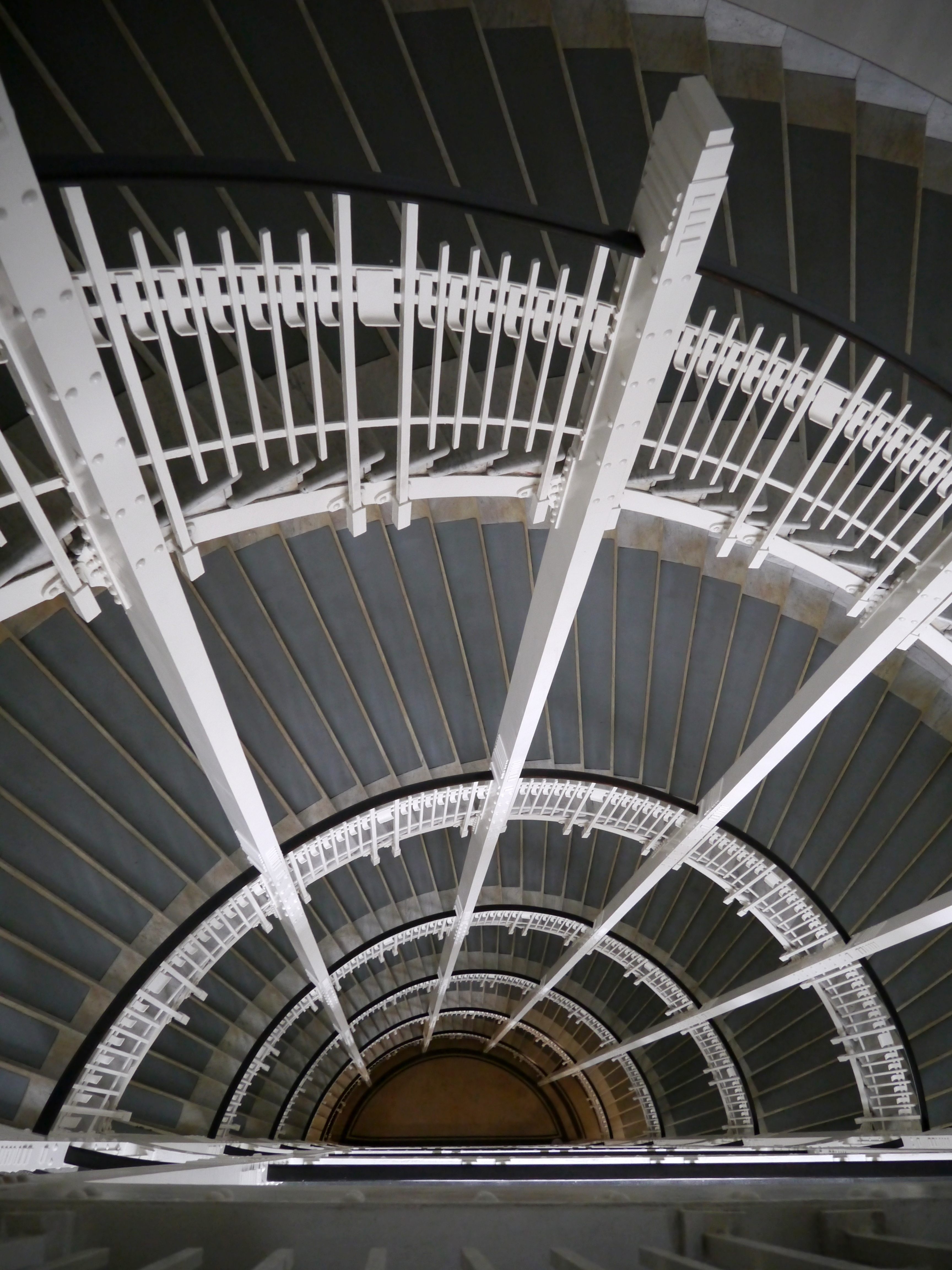
Die große Beamtenstiege
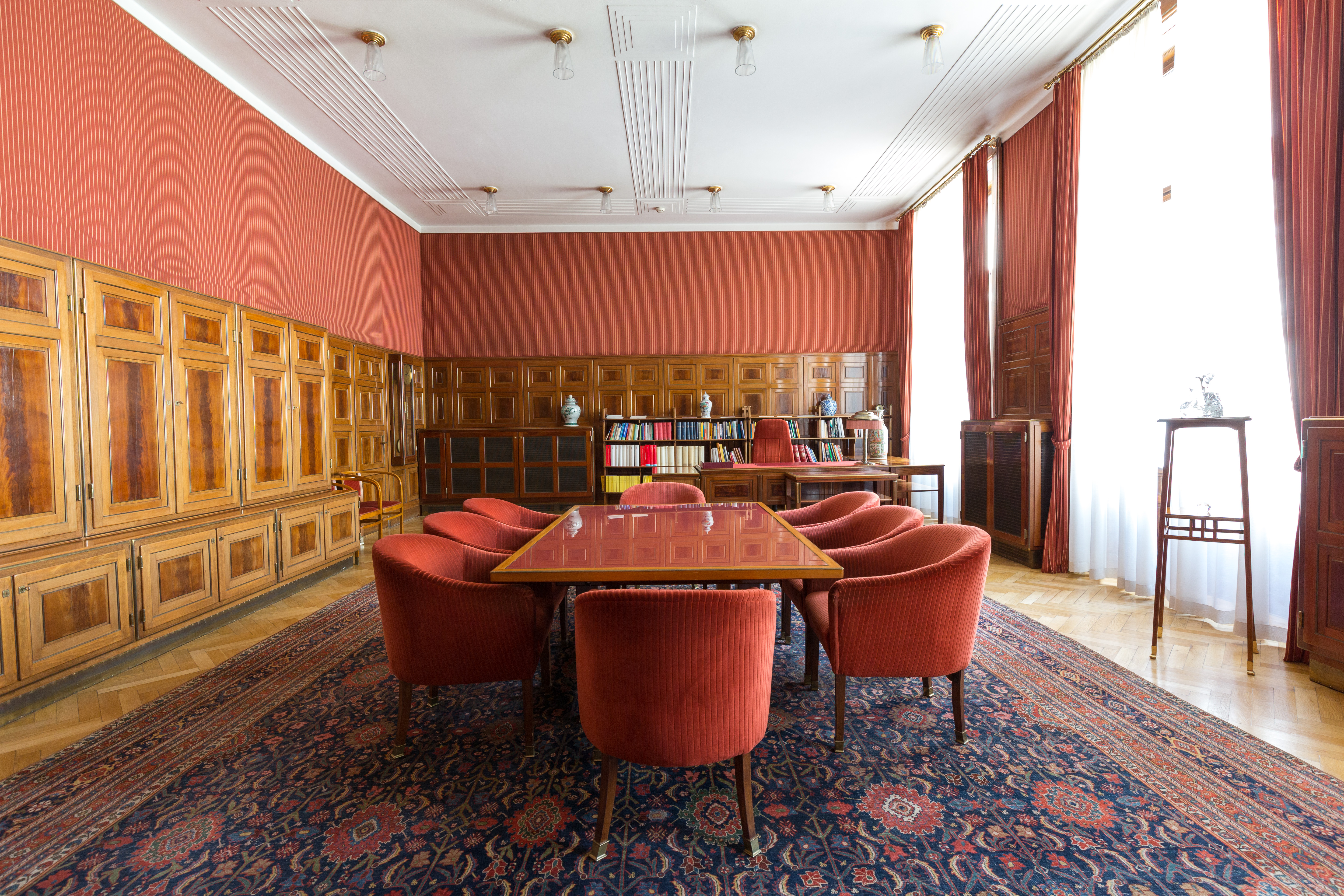
Einer der Präsidentenräume

## Verschiedenes
Otto Wagner hatte von Anfang an die großen Säle wie den Kassensaal und die darunterliegenden Räume klimatisiert; die großen Aluminiumlüfter im Kassensaal sind besonders markant. Allerdings wurden sie von ca. 1984 bis 2005 in die umgekehrte Richtung als von Wagner vorgesehen betrieben. 2005 wurde die ursprüngliche Strömungsrichtung wiederhergestellt.
An den heißesten Tagen des Jahres reichen die Schatten der Nachbargebäude nicht bis zum Postsparkassengebäude heran, so dass das Gebäude, von der Sonneneinstrahlung gesehen, auch komplett allein stehend nicht stärker erwärmt würde. Das ergab eine Simulation der Einstrahlungsverhältnisse am Computer, die auch beim minutenweisen Vergleich mit der Wirklichkeit bestätigt wurde. Durch die glatten Außenwände und die klare Geometrie des Grundrisses war der Vergleich zwischen Simulation und Fotografie besonders deutlich zu sehen.
Für die vier Adventkränze im Kassensaal gibt es eigene Öffnungen im Glasdach, durch die die Seile führen.
Das P.S.K.-Gebäude war auf der Rückseite der 500-Schilling-Banknote von 1985 abgebildet, die bis 1998 gültig war.

## Film
- Die Postsparkasse Wien. (OT: La caisse d'épargne de Vienne.) Dokumentarfilm, Frankreich, 1998, 26:32 Min., Buch und Regie: Stan Neumann, Produktion: Musée d’Orsay, La Sept Arte, Les films d'ici, Reihe: Baukunst, Erstausstrahlung: 2. Juli 1998 bei arte, Inhaltsangabe von ARD.